# Club de Regatas Lima (voleibol feminino)
A equipe de voleibol feminino do Club de Regatas Lima, que é um clube peruano da cidade de Lima. Atualmente disputa a Liga Nacional Superior de Voleibol que conquistou a medalha de prata na edição do Campeonato Sul-Americano de Clubes de 1970 no Peru, o bronze na edição de 1988 no Paraguai e semifinalista em 2009 no Peru.

## Títulos conquistados

### Nacionais
- Liga Nacional Superior de Voleibol (LNSV) (7 vezes):2002-03,2004-05,2005-06,2006-07, 2016-17,  2020-2021 e 2021-22.
- Disunvol (1): 1997.